# 日下歩睦
日下 歩睦（くさか あゆむ) は、日本のアイドルである。ダンス・ボーカルユニット「A-STEP」メンバー。諸事情により活動休止中。ファンからの愛称は「あゆぷー」。岩手県盛岡市出身。

## 来歴
- 岩手県 盛岡市出身
- 岩手県立杜陵高等学校から盛岡市立高等学校に編入
- 『シングル／あか』にてインディーズデビュー

## 映画
- ドラゴンヤンキー　立花一役

## 舞台
- ドラゴンヤンキー　立花一役
- バッドキング　上健一役

## 掲載
- JUNON　2016年12月号

## 曲
- 『シングル／あか』
- 『セカンドシングル／DRY BATTERY』

## 写真集
- 「サン・アンダー・ウォーカー」[1]

## 人物
- 愛称は「あゆぷー」[2]
- ダンス・ボーカルユニット「A-STEP」（エーステップ）メンバー